# Unmittelbare Anwendbarkeit (Europarecht)
Die unmittelbare Anwendbarkeit ist eine Rechtsfigur des Europarechts, die es Einzelpersonen ermöglicht, deren unmittelbar betroffene Rechte vor dem Europäischen Gerichtshof (EuGH) in Luxemburg einzuklagen (Art. 288 AEUV).
Üblicherweise ist es ausschließlich Staaten, staatlichen Behörden oder EU-Behörden gestattet, Klagen vor dem EuGH einzubringen. Der Europäische Gerichtshof entschied allerdings im Falle Van Gend & Loos (1963) entgegen geltendem Völkerrecht, dass auch Einzelpersonen als Rechtssubjekte der EU anzusehen sind, die ihre Rechte und Pflichten im Bezug zum Europarecht direkt einklagen können und sich nicht zunächst an einzelstaatliche Organe richten müssen. Durch Abgabe gewisser Souveränitätsrechte der Mitgliedstaaten an die Gemeinschaft haben gewisse eindeutige, bedingungslose Vertragsverpflichtungen auch direkte Auswirkungen auf die Mitgliedstaaten, deren Organe, sowie die Bürger der EU.

## Voraussetzungen
Die Voraussetzung zur unmittelbaren Anwendbarkeit ist die Begründung einer echten Rechtspflicht, das heißt nicht ausschließlich einer Bemühenspflicht:
- die Norm muss klar und präzise sein
- ihre Wirksamkeit darf nicht von weiteren Bedingungen abhängen
- es darf kein weiterer Vollzugsakt für deren Wirksamkeit erforderlich sein
- es darf keinen weiteren Ermessensspielraum für deren Anwendung geben

Beispiele für die Norm der unmittelbaren Anwendbarkeit im Rahmen des Primärrechts wären etwa die Grundfreiheiten, das Kartellverbot oder die Gleichstellung der Geschlechter im Erwerbsleben sowie Abkommen der EU mit Drittstaaten oder internationalen Organisationen. Bezüglich des Sekundärrechts sind Verordnungen, Beschlüsse und unter bestimmten Voraussetzungen auch Richtlinien unmittelbar anwendbar.

## Richtlinien
Der effet-utile-Vorsatz des Europäischen Gerichtshofes sowie der bona-fide-Grundsatz sehen vor, dass EU-Recht möglichst effektiv und rasch umgesetzt werden soll (Rechtsschutz innerhalb der EU). Im Gegenzug soll auch ermöglicht werden, Rechtsverletzungen möglichst rasch einklagen zu können. Daher sind auch Richtlinien, die Mitgliedstaaten zu einer raschen Umsetzung verpflichten, unter bestimmten Voraussetzungen unmittelbar anwendbar, das heißt direkt einklagbar.
Mögliche Voraussetzungen sind (unabhängig voneinander):
- Säumnis eines Staates
- Ablauf der Umsetzungsfrist
- vertikale Rechtsstreitigkeiten
- Einforderung von richtlinienkonformem Verhalten von Einzelpersonen
- Notwendigkeit einer inhaltlichen Eignung (Vollzugseignung) der Richtlinie

## Unterscheidung
Im Zusammenhang mit der unmittelbaren Anwendbarkeit im EU-Recht sind des Weiteren zu unterscheiden:
- Anwendungsvorrang des Unionsrechts: der Grundsatz, dass eine Vorschrift des Unionsrechts gegenüber mitgliedstaatlichem Recht vorrangig anzuwenden sind
- Unmittelbare Geltung: Die unmittelbare Anwendbarkeit ist abzugrenzen von der unmittelbaren Geltung, nach der „die Bestimmungen des Gemeinschaftsrechts ihre volle Wirkung einheitlich in sämtlichen Mitgliedsstaaten vom Zeitpunkt ihres Inkrafttretens an und während der gesamten Dauer ihre Gültigkeit entfalten müssen“.[1]
- Unmittelbare (Direkt-)Wirkung: eine konkrete Anwendbarkeit von Normen durch Organe der Mitgliedstaaten

Die Terminologie wird uneinheitlich verwendet.